# Анаполис (Мисури)
Анаполис (енгл. Annapolis) град је у америчкој савезној држави Мисури.

## Демографија
По попису из 2010. године број становника је 345, што је 35 (11,3%) становника више него 2000. године.
| Група             | 2000.       | 2010.       |
| Белци             | 308 (99,4%) | 339 (98,3%) |
| Афроамериканци    | 0 (0,0%)    | 0 (0,0%)    |
| Азијати           | 0 (0,0%)    | 0 (0,0%)    |
| Хиспаноамериканци | 0 (0,0%)    | 3 (0,9%)    |
| Укупно            | 310         | 345         |